# Iglesia de Nuestra Señora de Lourdes (Reumén)
La Iglesia de Nuestra Señora de Lourdes es un templo católico ubicado en la localidad de Reumén, en la comuna de Paillaco, Región de Los Ríos, Chile. Inaugurada en 1935 fue declarada Monumento Histórico, mediante el Decreto n.º 57, del 16 de febrero de 2018.

## Historia
Fue construida por el carpintero Wenceslao Solís, y fue inaugurada el 3 de marzo de 1935. La iglesia fue restaurada el año 1985.

## Descripción
De arquitectura ecléctica, está construida de forma íntegra en maderas nativas, y tiene la forma característica de las iglesias de la zona, con su techo a dos aguas y su torre centrada en la fachada, cubierta con tejuelas de alerce.
Presenta tres naves, una central y dos laterales, y un ábside en la parte posterior.